# 라그랑주 수
수학에서 라그랑주 수(Lagrange number)는 무리수를 유리수로 근사하는 것과 관련된 범위에 나타나는 일련의 숫자이다. 이는 후르비츠의 정리와 연결된다.

## 정의
후르비츠는 페터 구스타프 르죈 디리클레의 비합리성에 대한 기준을 다음과 같이 가장 낮은 항으로 쓰여진 무한히 많은 유리수 p/q가 있는 경우에만 실수 α가 비합리적이라는 진술로 개선했다.
{\displaystyle \left|\alpha -{\frac {p}{q}}\right|<{\frac {1}{{\sqrt {5}}q^{2}}}.}